# Fuerzas Armadas Guanches
Fuerzas Armadas Guanches (FAG) van ser el braç armat del Moviment per l'Autodeterminació i Independència de l'Arxipèlag Canari (MPAIAC), actives entre l'1 de novembre de 1976 fins a finals de 1978, quan van decretar una treva indefinida unilateral en la seva activitat contra el que consideraven l'ocupació colonial de l'arxipèlag per part d'Espanya. En el convulsionat context del final del franquisme, les FAG van escometre la col·locació de bombes com a mitjà per a pressionar per la independència canària.

## Cronologia
- 1 de novembre de 1976: es va iniciar la propaganda a favor del conflicte armat a través d'una emissora de ràdio; es considera el dia del naixement de les FAG. El primer artefacte va explotar en les Galerías Preciados de Las Palmas de Gran Canària aquest mateix dia.
- 27 de març de 1977: una bomba de les FAG explota a l'aeroport de Gran Canària i posteriorment mori Marcelina Sánchez per les seqüeles de l'explosió. Els vols són desviats a l'aeroport de Los Rodeos de Tenerife, i fallades humanes causen l'accident aeri més gran de la història.[1]
- març de 1977: mor Santiago Marrero Hernández, abatut per les forces de la Marina Espanyola en la caserna de la Isleta, Gran Canària, on havia entrat a sostreure armes;
- 13 de maig de 1977: esclata el primer artefacte explosiu que la FAG col·loca a la península Ibèrica, a les Galerias Preciados de Madrid;
- 1978: es produïx l'únic mort causat pel MPAIAC, l'agent de la policia Rafael Valdenebros, en intentar desactivar una bomba en La Laguna, Tenerife.